# Цуриков, Павел Григорьевич
Павел Григорьевич Цуриков (1812—1878) — русский предприниматель и благотворитель; купец 1-й гильдии, действительный статский советник.

## Биография
Родился 3 января 1812 года в селе Покровское-Рубцово в крепостной семье дворового человека Григория Михайловича Цурикова, который был специалистом по установке плотин. В 1817 году Григорий Цуриков построил сукновальную мельницу на реке Истре близ деревни Ивановской, где в 1830-х годах установил ткацкие станки и начал самостоятельно вырабатывать сукно.
С середины 1830-х годов в управлении фабрикой стал принимать участие Павел, а спустя десять лет в «Атласе промышленности Московской губернии» он был назван единоличным владельцем мануфактуры. По примеру своего отца Павел Цуриков занимался благотворительностью и устроением православных церквей. Первая из них была в деревне Ивановское, близ суконной фабрики (не сохранилась). В середине XIX века начал финансово помогать ремонтным работам в Ново-Иерусалимском монастыре. Благотворительный вклад П. Г. Цурикова был сделан многим храмам, включая церкви в Рубцове, Лужках, Никулине, Полевшине, Троицком, Садках, а также Аносинскому монастырю. Он участвовал в обустройстве церкви Вознесения Господня в Воскресенске (ныне город Истра). Помогал школам и больницам Звенигородского уезда.
Умер 5 января 1878 года, был похоронен в селе Ивановском в Никольском приделе Успенской церкви, которую он же и построил (не сохранилась).
Павел Григорьевич Цуриков был женат на Анне Сергеевне Цуриковой (1818—1907), на её надгробии на территории Ново-Иерусалимского монастыря выполнена мозаичная икона работы Васнецова.
За свою благотворительную деятельность в 1864 году был возведён в потомственное почётное гражданство. Удостоен орденов Святого Станислава 3-й и 2-й степеней, Святой Анны 2-й степени, Святого Владимира 4-й степени.